# Бентон Харбор (Мичиген)
Бентон Харбор (енгл. Benton Harbor) град је у америчкој савезној држави Мичиген. По попису становништва из 2010. у њему је живело 10.038 становника.

## Демографија
Према попису становништва из 2010. у граду је живело 10.038 становника, што је -1.144 (-10.2%) становника више него 2000. године.
| Група             | 2000.          | 2010.         |
| Белци             | 600 (5,4%)     | 641 (6,4%)    |
| Афроамериканци    | 10.332 (92,4%) | 8.952 (89,2%) |
| Азијати           | 15 (0,1%)      | 6 (0,1%)      |
| Хиспаноамериканци | 65 (0,6%)      | 220 (2,2%)    |
| Укупно            | 11.182         | 10.038        |